# Brookula finlayi
Brookula finlayi là một loài ốc biển nhỏ, là động vật thân mềm chân bụng sống ở biển trong họ Liotiidae.
Đây là loài đặc hữu của quần đảo Chatham và quần đảo Three Kings của New Zealand.